# Сент-Джордж (Вермонт)
Сент-Джордж (англ. St. George) — місто (англ. town) в США, в окрузі Читтенден штату Вермонт. Населення — 794 особи (2020).

## Демографія
Згідно з переписом 2010 року, у місті мешкали 674 особи в 275 домогосподарствах у складі 189 родин. Було 292 помешкання
Расовий склад населення:
| - 97,5 % — білих - 1,2 % — корінних американців - 0,3 % — чорних або афроамериканців |

До двох чи більше рас належало 1,0 %. Частка іспаномовних становила 0,4 % від усіх жителів.
За віковим діапазоном населення розподілялося таким чином: 23,9 % — особи молодші 18 років, 66,2 % — особи у віці 18—64 років, 9,9 % — особи у віці 65 років та старші. Медіана віку мешканця становила 40,8 року. На 100 осіб жіночої статі у місті припадало 98,8 чоловіків;  на 100 жінок у віці від 18 років та старших — 100,4 чоловіків також старших 18 років.
Середній дохід на одне домашнє господарство  становив 73 918 доларів США (медіана — 58 182), а середній дохід на одну сім'ю — 78 220 доларів (медіана — 54 904). Медіана доходів становила 39 688 доларів для чоловіків та 40 577 доларів для жінок. За межею бідності перебувало 17,6 % осіб, у тому числі 28,4 % дітей у віці до 18 років та 0,0 % осіб у віці 65 років та старших.
Цивільне працевлаштоване населення становило 353 особи. Основні галузі зайнятості: роздрібна торгівля — 24,4 %, освіта, охорона здоров'я та соціальна допомога — 14,7 %, виробництво — 13,9 %.